# مونكوكو تورينيزي
مونكوكو تورينيزي (بالإيطالية: Moncucco Torinese)‏ هي بلدة وبلدية في مقاطعة أستي في إقليم بييمونتي في جنوب إيطاليا.

## السكان
في سنة 1861 بلغ عدد السكان 1٬814 نسمة، وتطور العدد ليصل في سنة 2011 لـ 878 نسمة.
يظهر هذا المخطط البياني تطور النمو السكاني لـ مونكوكو تورينيزي